# 乌伊凯内兹
乌伊凯内兹，是匈牙利索博尔奇-索特马尔-贝拉格州所辖的一个村。总面积9.69平方公里，总人口1037，人口密度107.0人/平方公里（2011年1月1日）。